# IC 1532
IC 1532 ist eine Spiralgalaxie vom Hubble-Typ Sb im Sternbild Tukan am Südsternhimmel. Sie ist schätzungsweise 77 Millionen Lichtjahre von der Milchstraße entfernt.
Das Objekt wurde am 12. Oktober 1903 von Royal Harwood Frost entdeckt.